# Цзэн Пэйянь
Цзэн Пэйя́нь (род. в декабре 1938), председатель Госкомитета по делам планирования и развития (бывший Госплан) КНР (1998—2003), вице-премьер Госсовета КНР (2003—2008), член Политбюро ЦК КПК (2002—2007).
Член КПК с сентября 1978 года, член ЦК 15 созыва (кандидат 14 созыва), член Политбюро 16 созыва.

## Биография
По национальности ханец.
Окончил факультет радиоэлектроники политехнического института «Цинхуа», где учился в 1956—1962.
В 1962—1982. работал в 1-м Министерстве машиностроения КНР.
С января 1982 по август 1984. второй и первый секретарь канцелярии торгового советника посольства КНР в США.
В 1984-88. начальник управления планирования и строительства Министерства электронной промышленности КНР, одновременно до 1987 года заведующий канцелярией министерства, а после — заместитель министра.
В 1988-92. заместитель министра машиностроения и электронной промышленности.
С 1992. заместитель председателя Госкомитета по делам планирования КНР, в 1998—2003 годах председатель Госкомитета по делам планирования и развития (бывший Госплан) КНР.
В 2003—2008. вице-премьер Госсовета КНР (третий по рангу).
Один из двух (второй — Лю Юньшань) заместителей главы редакционной комиссии по подготовке отчетного доклада ЦК на 17-м съезде КПК генсека ЦК КПК Ху Цзиньтао.
С 2008 года председатель Совета директоров Китайского центра международных экономических обменов.
С 2009 года входит в международный консультативный совет China Investment Corporation.
С 2012 года председатель Совета Цзыцзиньшаньского саммита предпринимателей берегов Тайваньского пролива.
В феврале-марте 2013 года совершил визит на Тайвань.